# 红土崖河
红土崖河位于中华人民共和国吉林省白山市境内，是浑江左岸支流，发源于白山市浑江区红土崖镇六道岔村老岭山脉西麓，蜿蜒向北流经四道岔村、三道岔村、红一村、红新村、红土崖镇治、大镜沟村、江源区大石人镇红石村（红石砬子）、浑江区河口街道长岗村，最后于河口村注入浑江。河长56.9千米，河道平均比降4.8‰，流域面积857平方千米，年均径流量2.73亿立方米。中游建有曲家营水库，是白山市城区重要水源地。